# Ісідоро Б'янкі
Ісідоро Б'янкі (італ. Isidoro Bianchi; 20 липня 1581, Кампйоне — 5 грудня 1662, Кампйоне) — італійський художник доби пізнього маньєризму і бароко. Працював також як художник-декоратор, інженер і скульптор.

## Історія вивчення
У XX ст. продовжене наукове дослідження попередніх епох і творчості багатьох художників на засадах ретельного перегляду випадково та цілеспрямовано збережених джерел і архівних документів. Порівняння внеску хронологічно близьких майстрів, вивчення мемуарів і листування, введення в науковий обіг гравюр, і особливо оригінальних малюнків дозволило виділити з небуття або наново переоцінити низку майстрів минувшини.
Все це стосується й творчості Ісідоро Б'янкі, що працював разом з італійським майстром П'єром Франческо Мацукеллі Morazzone, відомого історикам як Іль Мораццоне або Мораццоне (Il Morazzone 1573—1625/6), дещо не набагато більшого обдарування. На зламі XX—XXI ст. пройшло остаточне виокремлення творчості Ісідоро Б'янкі завдяки атрибутованим наново картинам і особливо малюнкам художника. Художня самостійність багатьох мистецьких шкіл Північної Італії обумовила як їх індивідуальні ознаки, так і власні темпи розвитку чи запозичення з мистецтва країн по той бік Альп, не оминаючи таку потужну як венеційська школа. Впливи римської художньої школи тут були значно менші.
Ісідоро Б'янкі мав не дуже розвинену художню манеру і працював під впливом творів Мораццоне. Консервативні смаки ломбардських замовників тягли його до знахідок і традицій, які заклали ще Бернардіно Луїні, Гауденціо Феррарі, той же Мораццоне, якого пережив Ісідоро Б'янкі та став фактичним творчим спадкоємцем митця. Художник доби італійського бароко, Ісідоро Б'янкі, однак рахувався з пізнім маньєризмом і частка його творів має ознаки маньєризму — і в композиціях, і в рішенні фігур, і навіть в орнаментах. Тривожність настрою, контрасти світлотіні, метушня натовпу, зайва закрученість фігур або їх застиглість в просторі картин — всі злами стилістики маньєризму притаманні також творам Мораццоне.

## Життєпис

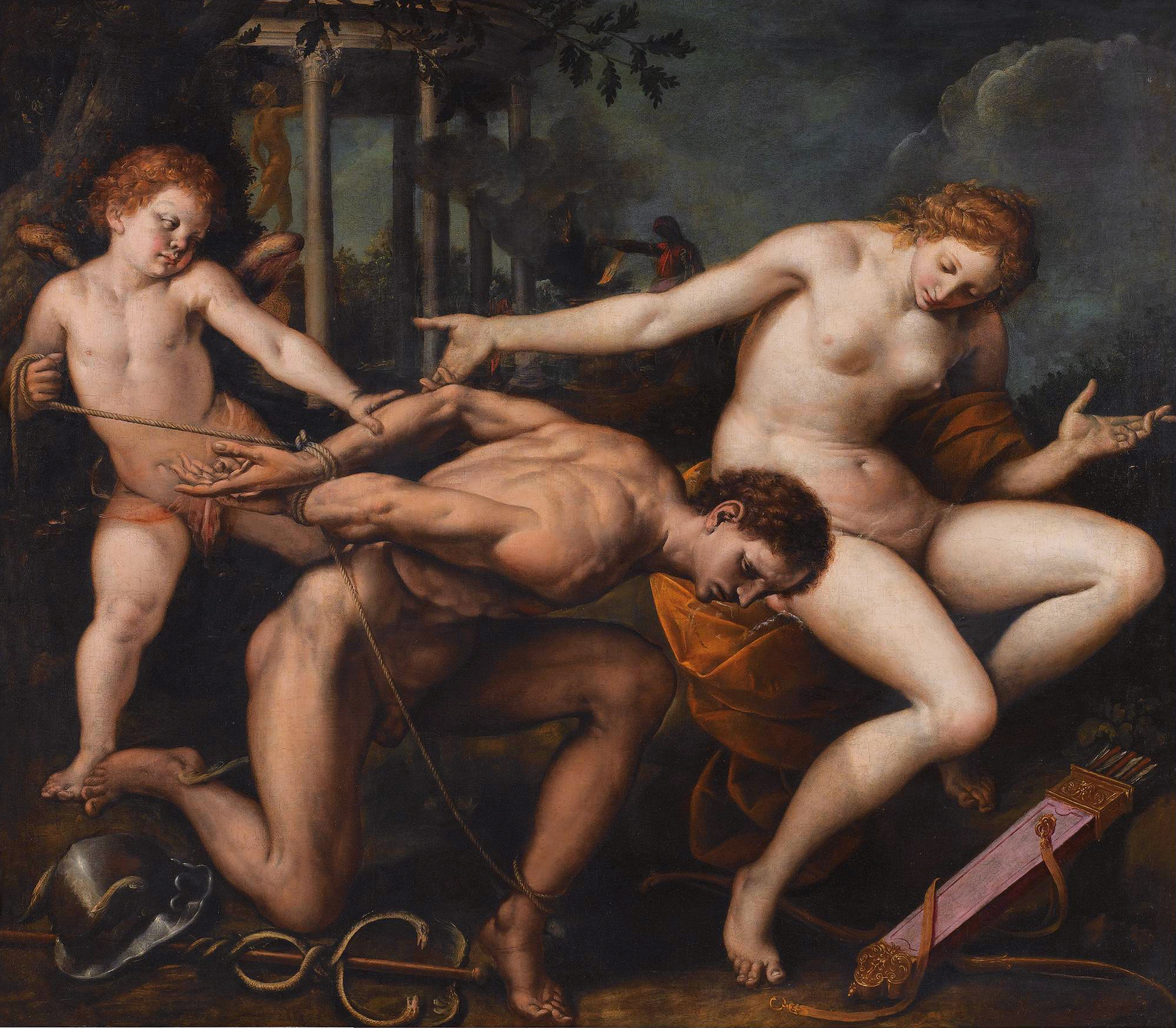
Ісідоро Б'янкі. «Алегорія Кохання і Обачливості»

Ісідоро Б'янкі народився в містечку Кампйоне на озері Лугано. У XX столітті це територія італомовної Швейцарії. Майже нічого невідомо про ранні роки майбутнього художника й інженера. 1601 року він одружився. До 1618 року родина мала шестеро синів, деякі з яких були помічниками батька в його майстерні.
Перше документальне свідоцтво про працю художника знайшли в період 1598 — початку 1600-х років, коли Б'янкі працював в цистеріанському монастирі Санта Марія делл'Аквафредда.
Два роки (1605-1606) митець працював у Празі при дворі австрійського імператора Рудольфа II, котрий став відомим центром маньєризму в Європі. Надвірним художником у Рудольфа II працював і ломбардієць Джузеппе Арчімбольдо.
Однак, 1607 року Б'янкі повернувся на батьківщину. Відомо, що працював над декором каплиці Мадонни дель Карміне в церкві святого Стефана в місті Віджу. Через десять років він працював у місті Турин в королівському палаці, де разом із художником Кастеллі декорував стелю в Галереї Гранде та створив декор на фасадах.
1619 року Ісідоро Б'янкі робив інженерні роботи для ченців храму Мадонни дель Сассо в Локарно. Йому приписані також фрески в храмі Санта Марія Рована в сусідньому містечку Чевіо (Cevio). 1621 року він створив фрески в церкві Санта-Марія-Реццоніко на півночі озера Комо.
1623 року Б'янкі працював разом із Мораццоне в палаці-замку Ріволі (Кастелло ді Ріволі), де вони створили декор зали короля Амедео VIII. Під час праці в П'ємонті митець отримав визнання і матеріальні статки: 1631 року він став «художником Його Величності короля», отримав пенсію від герцогині Крістіни (1635 р.), придбав власний будинок у Турині та був звільнений від сплати податків.
Дорослі сини Помпео та Франческо допомогли в облаштуванні родинної майстерні. Ісідоро Б'янкі роками зберігав зв'язки з ченцями ордену цистеріанців, із замовниками в Ломбардії та в П'ємонті.
У 1630-х роках розпочалися ремонтні і декорувальні роботи в церкві Санта Марія дель Гірлі, виконувати які запросили Ісідоро Б'янкі. Він працюватиме там і в 1640-х. За думками дослідників, цикл фресок у церкві Санта Марія дель Гірлі став шедевром (вищим досягненням) митця. Він працював на околицях Комо та Лугано. Серед останніх творів митця — фрески в каплиці Сакро-Монте у Варалло, де створена оригінальна композиція «Воскресіння Христа», фрески в головному соборі міста Монц та в храмі Санта-Марія-делла-Каравіна в тодішньому Кресоньо (нині Вальсольда).
Ісідоро Б'янкі помер в Кампйоне 1662 року.